# 双斑球蛛
双斑球蛛（学名：Theridion bimaculatum）为球蛛科球蛛属的动物。分布于日本、俄罗斯、欧洲以及中国大陆的新疆、吉林等地，常栖息于云杉林间或果园的草丛中。该物种的模式产地在欧洲。